# Temnora nitida
Temnora nitida là một loài bướm đêm thuộc họ Sphingidae. Loài này có ở Madagascar.
Chiều dài cánh trước khoảng 26 mm. Nó gần giống loài Temnora murina.